# Magellanspett
Magellanspett (Campephilus magellanicus) är en fågel i familjen hackspettar inom ordningen hackspettartade fåglar.

## Utseende och läte
Magellanspetten är en mycket stor och mestadels svart hackspett. Hanen har eldrött huvud, medan honan är svart med tydligt bakåtvriden huvudtofs. Fågeln trummar ljudligt och ekande, en snabb dubbelknackning som hörs vida kring. 

## Utbredning och systematik
Fågeln förekommer i nothofagusskogar i sydvästra Argentina och södra Chile. Den behandlas som monotypisk, det vill säga att den inte delas in i några underarter.

## Levnadssätt
Magellanspetten hittas i ursprungliga skogar med kraftiga träd, från tät tempererad regnskog med betydande inslag av bambu till rätt öppen och lågväxt skog i  torrare områden. Fågeln har stora revir vari den ofta ses i par eller familjegrupper. Den kan vara lätt att komma inpå livet och lokaliseras lättast på sina kraftiga knackningar när den födosöker bland ruttnande ved. 

## Status och hot
Arten har ett stort utbredningsområde, men tros minska i antal, dock inte tillräckligt kraftigt för att den ska betraktas som hotad. Internationella naturvårdsunionen IUCN listar arten som livskraftig (LC).

## Bilder

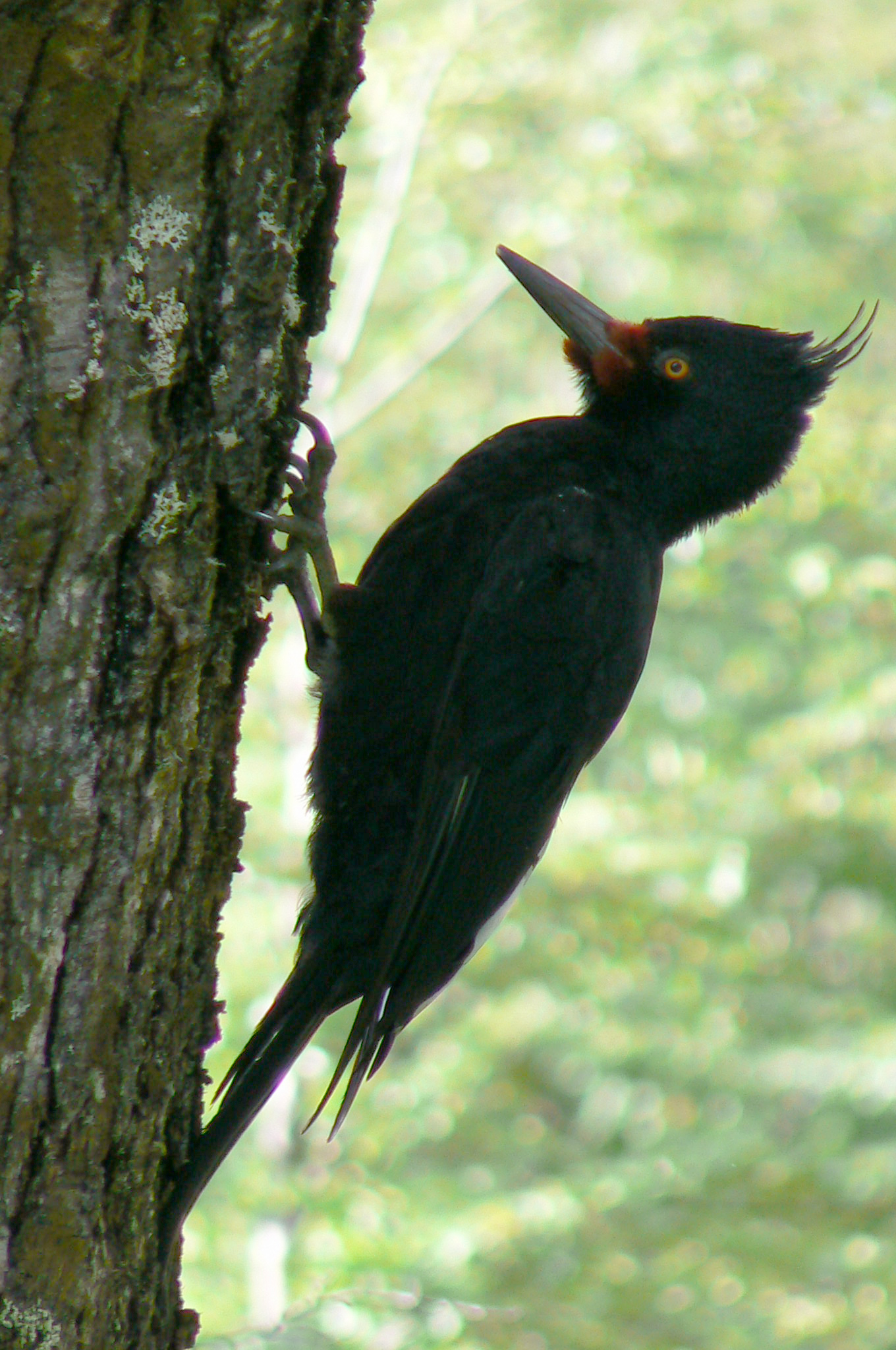
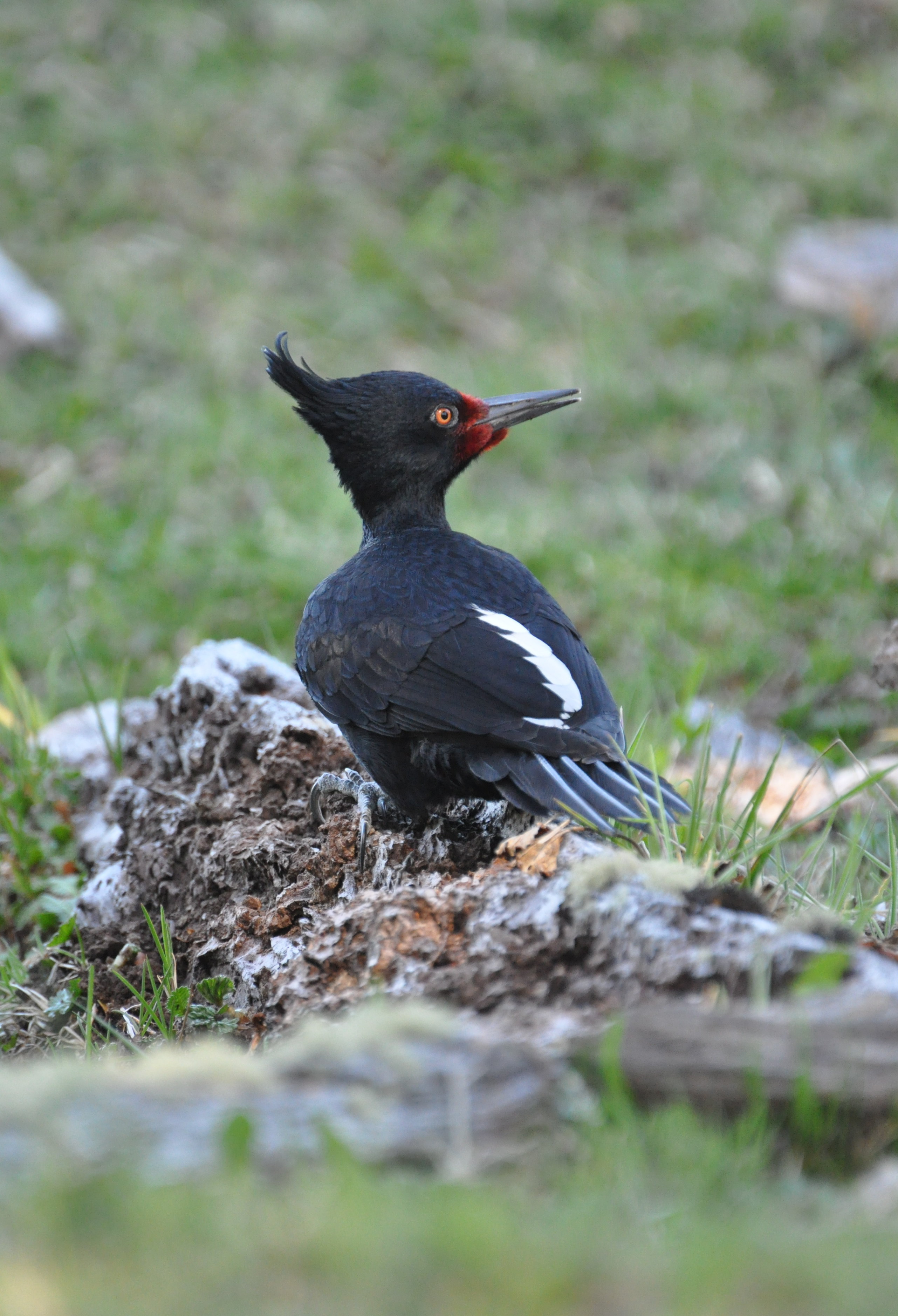
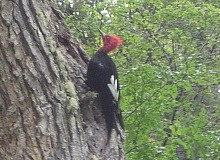
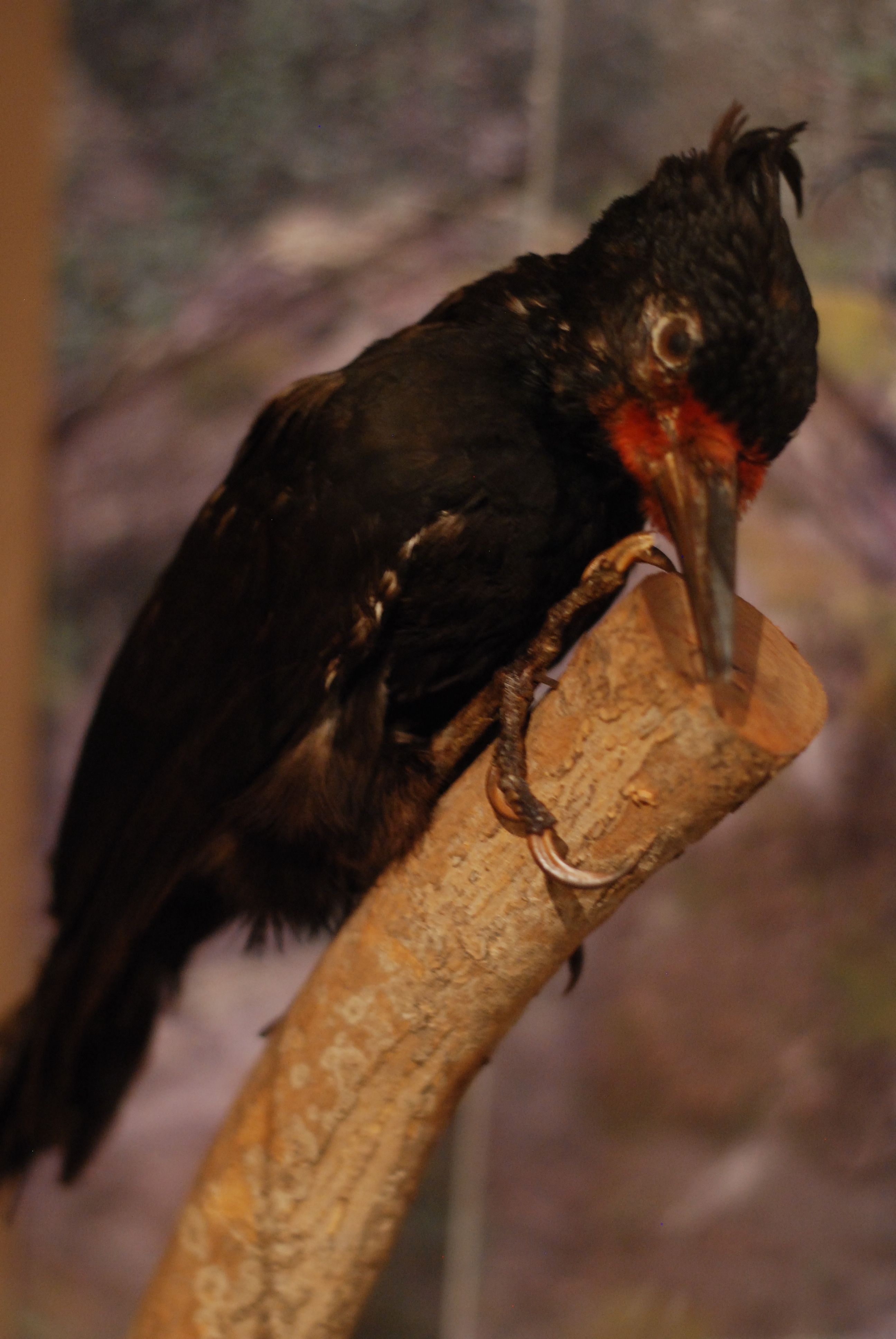